# Ramsay-Skala
Die Ramsay-Skala (Ramsay Sedation Scale, kurz RSS, auch Ramsay-Score) ist eine 1977 von Michael Anthony Edward Ramsay eingeführte Skala zur Beurteilung der Sedierungstiefe, die in der Intensivmedizin weit verbreitet war.

## Anwendung, Abstufung
Anhand einer klinischen Beurteilung werden dabei sechs Kategorien (Ramsay 1–6) unterschieden.
| Wert | Beschreibung                                                                |
| ---- | --------------------------------------------------------------------------- |
| 1    | Patient ängstlich und/oder unruhig                                          |
| 2    | Patient kooperativ, orientiert und ruhig                                    |
| 3    | Patient antwortet nur auf Ansprache                                         |
| 4    | Prompte Reaktion auf leichtes Klopfen auf die Glabella oder laute Ansprache |
| 5    | Träge Reaktion auf leichtes Klopfen auf die Glabella oder laute Ansprache   |
| 6    | Keine Reaktion auf leichtes Klopfen auf die Glabella oder laute Ansprache   |

## Beurteilung
Im Gegensatz zu einigen anderen Skalen zur quantitativen Sedierungs-Erfassung ist die Ramsay-Skala nicht wissenschaftlich untersucht auf Validität und Reliabilität. Die S3-Leitlinie der deutschen Fachgesellschaften Analgesie, Sedierung und Delirmanagement in der Intensivmedizin empfiehlt daher stattdessen den Einsatz der validierten Richmond Agitation Sedation Scale (RASS), die auch Erregungszustände miterfasst.